# Fany (odrůda jablek)
Fany (Malus domestica 'Fany') je ovocný strom, kultivar druhu jabloň domácí z čeledi růžovitých. Plody jsou řazeny mezi odrůdy zimních jablek, sklízí se v září, dozrává v listopadu, skladovatelné jsou do února.

## Historie

### Původ
Byla vyšlechtěna v ČR. Odrůda vznikla zkřížením odrůd  'Jonathan'  ×  'Šampion' . Odrůdu zaregistroval Petr Kumšta z Votic u Vodňan, v roce 2004.

## Vlastnosti

### Růst
Růst odrůdy je středně bujný. Koruna je spíše rozložitá. Řez je prováděn jen jako letní řez. Plodonosný obrost je krátký, plodí ve shlucích plodů i jednotlivě, probírka plůdků jen při nadměrné násadě.

## Plodnost
Plodí záhy, mnoho a při použití probírky plůdků i pravidelně.

## Plod
Plod je kulovitě kuželovitý až plochý, velký. Slupka hladká, žluté zbarvení je překryté červenou barvou jako žíhání. Dužnina je nažloutlá se sladce navinulou chutí.

## Choroby a škůdci
Odrůda je středně odolná proti strupovitostí jabloní a vysoce odolná k padlí.Jiný udroj uvádí že odrůda je málo odolná proti strupovitostí jabloní a středně odolná k padlí.

## Použití
Je vhodná ke skladování a přímému konzumu. Odrůdu lze použít do všech poloh.